# Xã Tegner, Quận Kittson, Minnesota
Xã Tegner (tiếng Anh: Tegner Township) là một xã thuộc quận Kittson, tiểu bang Minnesota, Hoa Kỳ. Năm 2010, dân số của xã này là 48 người.